# هارييت مورغان
هارييت مورغان (بالإنجليزية: Harriet Morgan)‏ هي رسامة نباتية ‏ وعالمة بقشريات الأجنحة وعالمة حشرات أسترالية، ولدت في 23 مارس 1830 في سيدني في أستراليا، وتوفيت في 16 أغسطس 1907 في Granville, New South Wales ‏ في أستراليا.

## معرض صور

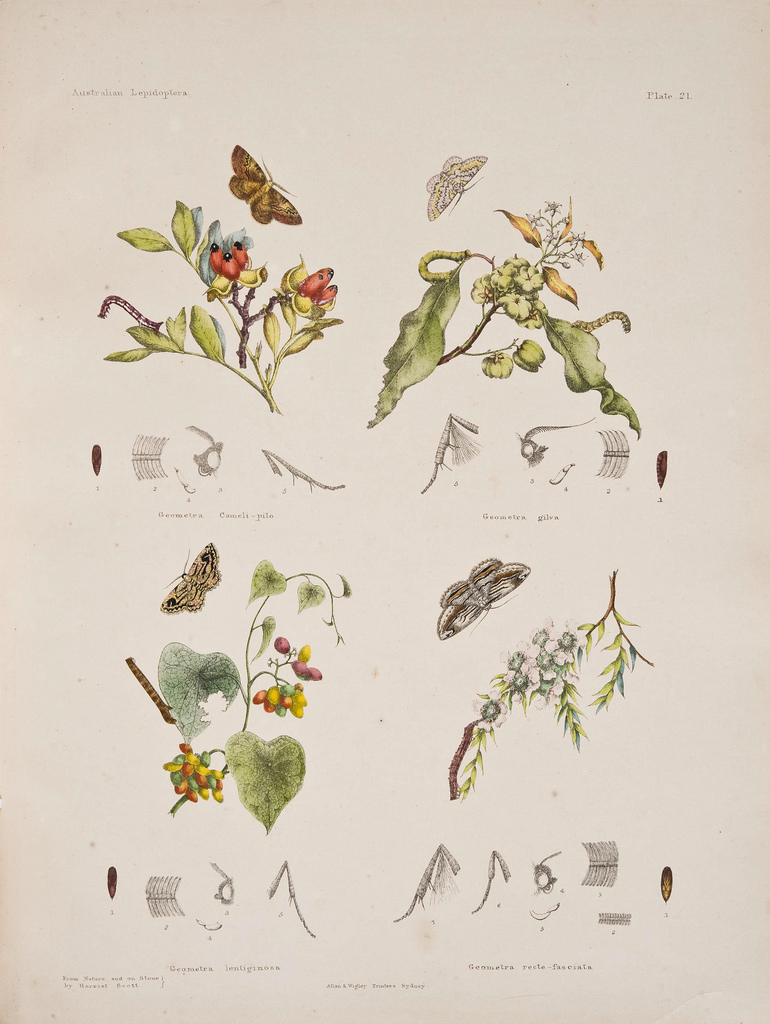
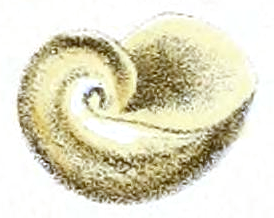
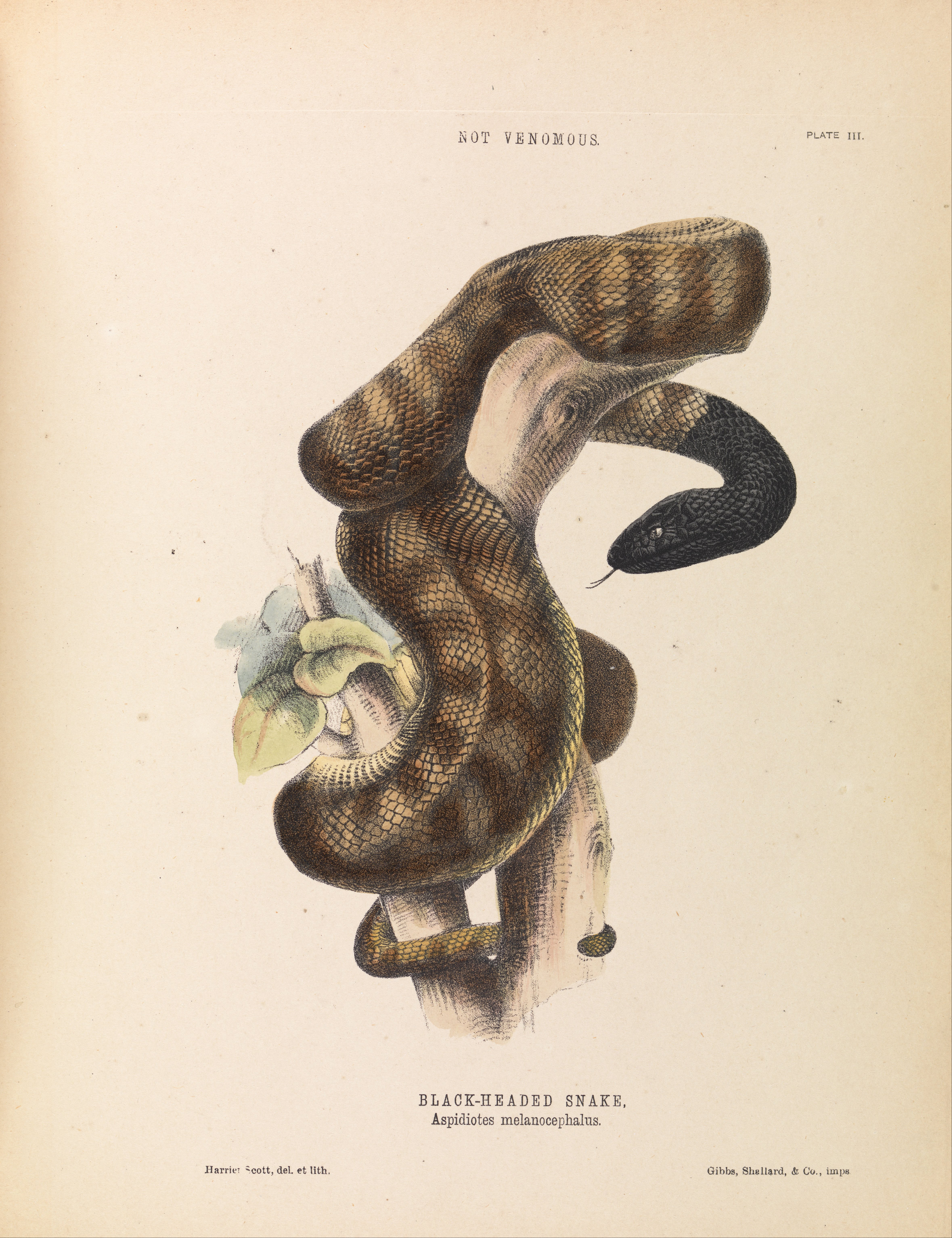
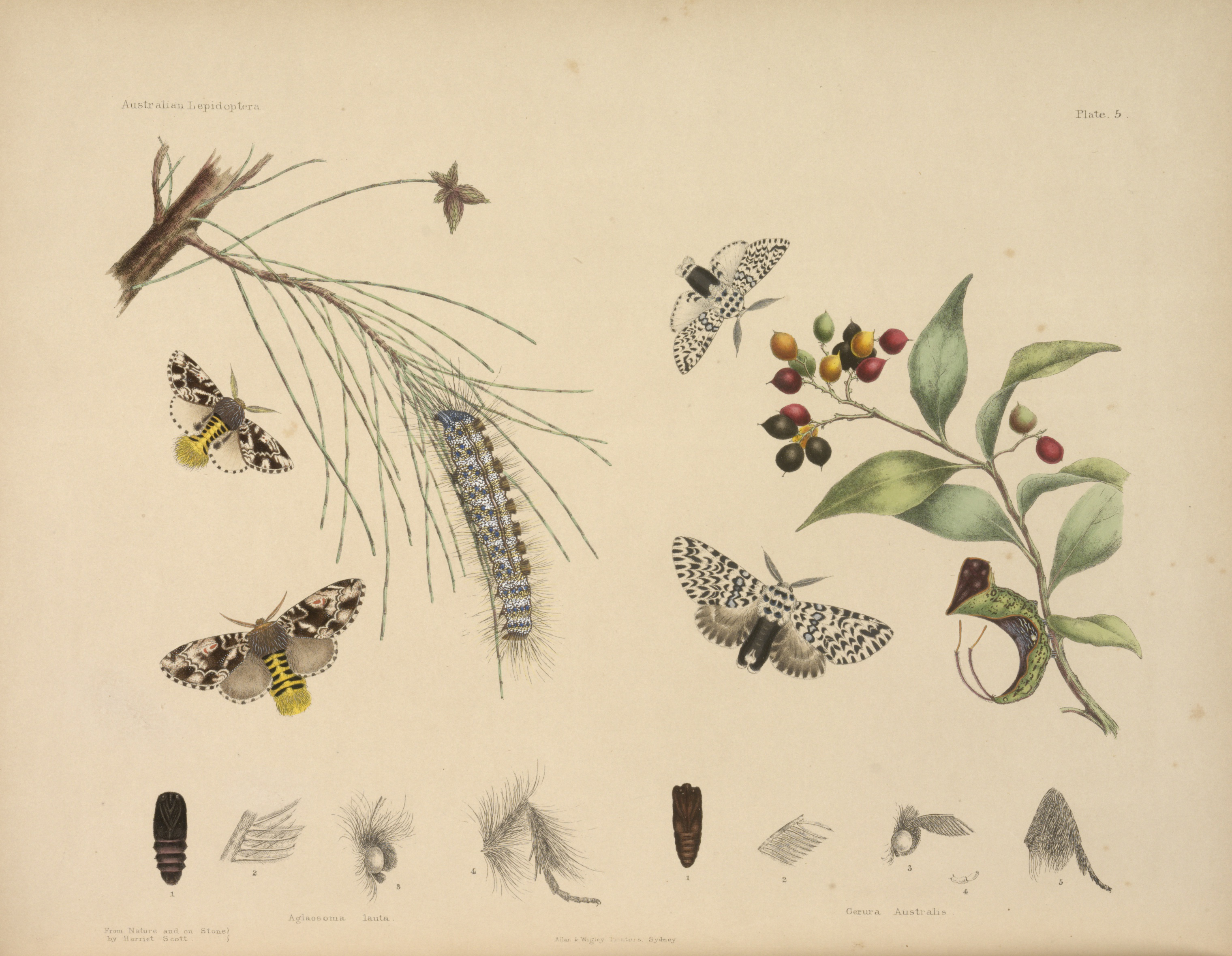
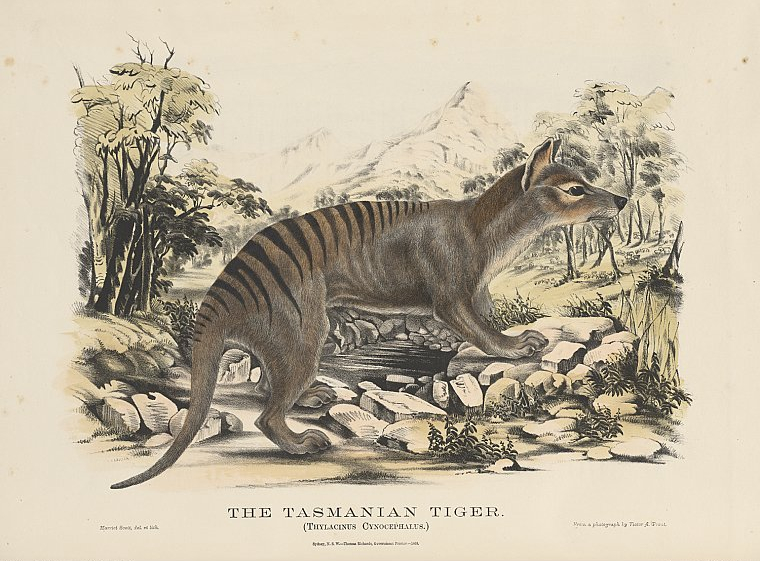